# Agrostistachys
Agrostistachys es un género de plantas con flores perteneciente a la familia Euphorbiaceae. Comprende 6 especies, presentes desde India al oeste de Malasia. 5 especies están en Malasia.

## Taxonomía
El género fue descrito por Nicol Alexander Dalzell y publicado en Hooker's Journal of Botany and Kew Garden Miscellany 2: 41. 1850. La especie tipo es: Agrostistachys indica Dalzell	

## Especies aceptadas
A continuación se brinda un listado de las especies del género Agrostistachys aceptadas hasta octubre de 2012, ordenadas alfabéticamente. Para cada una se indica el nombre binomial seguido del autor, abreviado según las convenciones y usos.
- Agrostistachys borneensis Becc.
- Agrostistachys gaudichaudii Müll.Arg.
- Agrostistachys hookeri (Thwaites) Benth. & Hook.f.
- Agrostistachys indica Dalzell
- Agrostistachys sessilifolia (Kurz) Pax & K.Hoffm.
- Agrostistachys staminodiata Sevilla